# Heterusia trifoliata
Heterusia trifoliata är en fjärilsart som beskrevs av W. Warren 1907. Heterusia trifoliata ingår i släktet Heterusia och familjen mätare. Inga underarter finns listade i Catalogue of Life.